# Fang-Hua Lin
Fang-Hua Lin, auch Fanghua Lin, (* 11. März 1959 im Stadtbezirk Zhenhai von Ningbo, Provinz Zhejiang, China) ist ein chinesisch-US-amerikanischer Mathematiker, der sich mit Analysis beschäftigt.
Lin machte 1981 seinen Abschluss an der Zhejiang-Universität und ging dann in die USA, wo er 1985 an der University of Minnesota bei Robert Hardt promovierte (Regularity for a Class of Parametric Obstacle Problems). 1985 bis 1988 war er Instructor am Courant Institute of Mathematical Sciences of New York University, wo er seit 1989 Professor ist (nachdem er 1988/89 Professor an der University of Chicago war). Er ist dort Silver Professor of Mathematics.
Lin untersuchte die in der Supraleitung und der Theorie der Phasenübergänge wichtigen Ginzburg-Landau-Gleichungen (nichtlineare partielle Differentialgleichungen zweiter Ordnung ähnlich der zeitunabhängigen Schrödingergleichung) mit Methoden der „harten“ Analysis.
1989 bis 1991 war er Sloan Research Fellow und 1989 bis 1994 Presidential Young Investigator. 2002 erhielt er den Bôcher Memorial Prize. 2004 erhielt er den Chern-Preis. Seit 2004 ist er Fellow der American Academy of Arts and Sciences, seit 2014 der American Mathematical Society und seit 2025 Mitglied der National Academy of Sciences.